# Number Resource Organization
La Number Resource Organization (NRO, Asociación de recursos numéricos) es una organización que une a los 5 registros de Internet regionales (RIRs): AfriNIC, APNIC, ARIN, LACNIC y RIPE NCC. Fue creada el 24 de octubre de 2003 cuando cuatro de esas organizaciones acordaron efectuar actividades conjuntas incluyendo la coordinación de políticas, la creación de proyectos técnicos y otras actividades.
AfriNIC, que fue oficialmente creada en abril de 2005, se unió el 25 de abril de ese año.
Los principales objetivos de la NRO son:
- Proteger el espacio de direcciones IP no asignadas.
- Promover y proteger el proceso de desarrollo de políticas de abajo hacia arriba característico de Internet.
- Actuar como un punto focalizador y receptor de los comentarios y opiniones de la comunidad de Internet acerca del sistema de RIRs.